# Општина Даешти (Валча)
Даешти (рум. Dăeşti) општина је у Румунији у округу Валча.
Oпштина се налази на надморској висини од 376 m.